# Sinobdella sinensis
Sinobdella sinensis е вид лъчеперка от семейство Mastacembelidae, единствен представител на род Sinobdella.

## Разпространение
Видът е разпространен във Виетнам, Китай, Провинции в КНР и Тайван.